# Las perversiones de la Dra. Liam
Las Perversiones de la Dra. Liam (Ｄｒ．リアンが診てあげる Dr. Liam ga Mite Ageru?) es un manga de Motoki Takeuchi publicado originalmente entre 2001 y 2003 en la revista Shounen Ace. Narra las aventuras de Liam y sus amigos Naoto, Okazaki y Momiji.
En España fue publicado en 2005 por la editorial Ivrea.

## Personajes
- Liam, cuyo nombre real Sakae Osayasu, es una joven que quiere ser médico y tiene por mentor a Sisho una misteriosa bola parlante que brota de la nuca de Liam.
- Liam se traslada a vivir con Naoto, un estudiante de segundo de secundaria aficionado a las revistas porno.
- Okazaki va a la misma clase que Naoto. Está enamorada de Naoto y se esfuerza en que él se fije en ella. Siempre compite con Liam y Momiji
- Momiji es una mujer ninja que ha pasado muchos años aislada del mundo protegiendo el tesoro de Tokugawa. No tiene demasiado sentido común ni vergüenza.

## Enlaces
- Dra. Liam en Baka-Updates

- Datos: Q11197132